# ایکوو ماتسوموتو
ایکوو ماتسوموتو (به انگلیسی: Ikuo Matsumoto) بازیکن فوتبال اهل ژاپن و عضو تیم ملی فوتبال ژاپن است که در تاریخ ۱۰ دسامبر ۱۹۶۶ میلادی اولین بازی ملی‌اش را انجام داد. او در ۱۱ بازی ملی حضور داشت و آخرین بازی ملی خود را در تاریخ ۱۶ اکتبر ۱۹۶۹ میلادی انجام داد. ایکوو ماتسوموتو در بازی‌های ملی‌اش
۱ گل به ثمر رساند.